# Cleveland (Minnesota)
Cleveland es una ciudad ubicada en el condado de Le Sueur, Minnesota, Estados Unidos. Según el censo de 2020, tiene una población de 747 habitantes.

## Geografía
La localidad está ubicada en las coordenadas 44°19′25″N 93°50′7″O / 44.32361, -93.83528. Según la Oficina del Censo de los Estados Unidos, Cleveland tiene una superficie total de 1.43 km², correspondientes en su totalidad a tierra firme.

## Demografía
Según el censo de 2020, hay 747 personas residiendo en Cleveland. La densidad de población es de 520 hab./km². El 91.83% de los habitantes son blancos, el 0.40% son afroamericanos, el 0.13% es amerindio, el 0.80% son asiáticos, el 0.13% es isleño del Pacífico, el 2.01% son de otras razas y el 4.69% son de una mezcla de razas. Del total de la población, el 3.61% son hispanos o latinos de cualquier raza.